# Nicola Samale
Nicola Samale (Castelnuovo d'Istria, 14 settembre 1941) è un compositore, direttore d'orchestra e musicologo italiano.

## Biografia
Nato a Castelnuovo d'Istria (oggi denominato Podgrad e situato in Slovenia), studia tra il 1959 e il 1972 al Conservatorio di Santa Cecilia di Roma il flauto (conseguendo il diploma nel 1963), direzione d'orchestra (avendo come insegnanti Franco Ferrara, John Barbirolli nel 1964 ed Hermann Scherchen nel 1965, diplomandosi nel 1970) e composizione e strumentazione (diplomandosi nel 1972). Durante i suoi studi, partecipò a diversi concorsi di direzione orchestrale, in particolare nel 1968 a Firenze (primo premio), nel 1969 al Teatro alla Scala di Milano (secondo premio), al Premio Respighi di Venezia (primo premio) e infine, nel 1970, al Concorso Rai di Roma (primo premio).

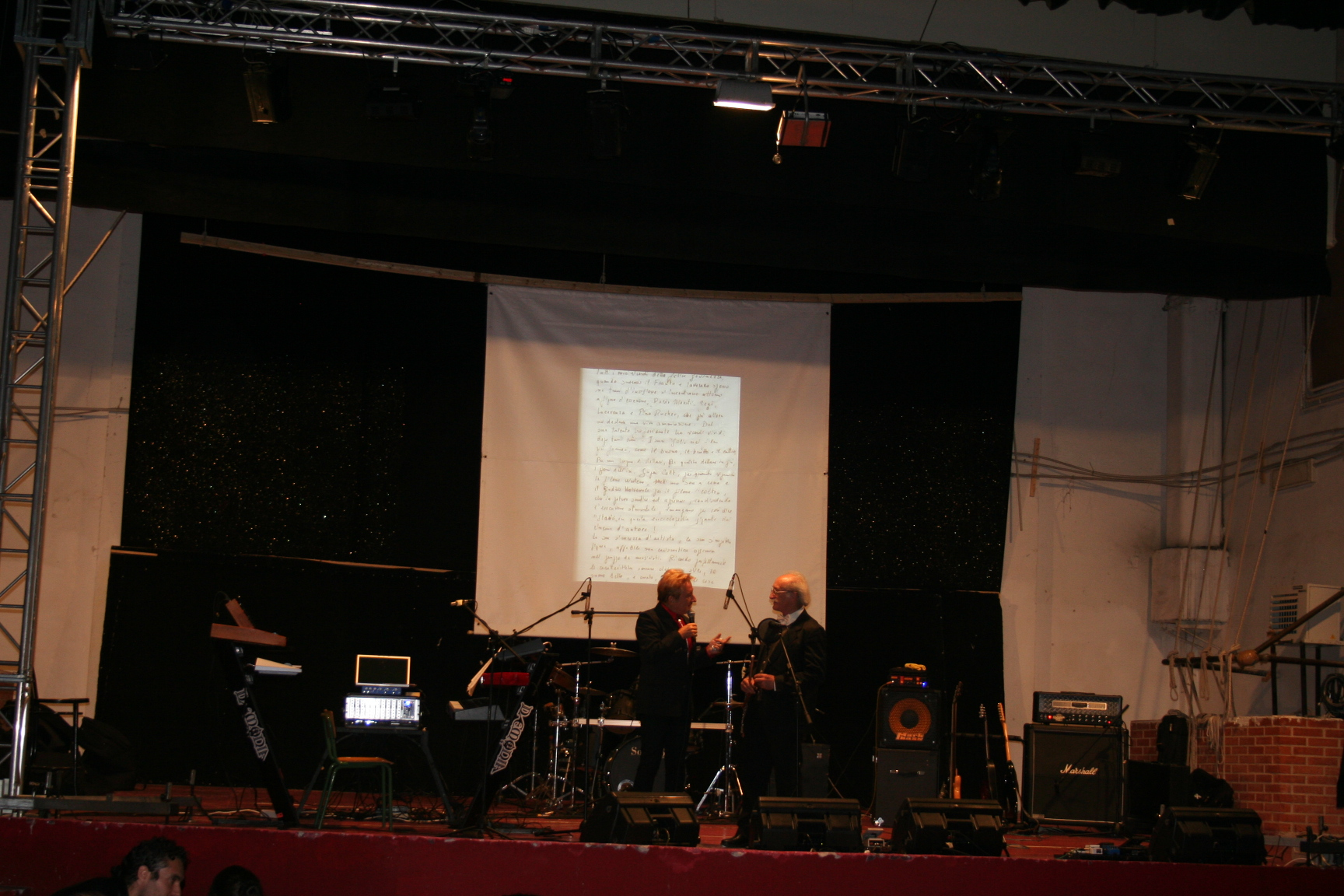
Il critico musicale Dario Salvatori e Nicola Samale durante l'evento Colonne sonore – Tributo a Pino Rucher svoltosi nell'ottobre del 2010 a San Nicandro Garganico.

Nella sua carriera ha diretto molte orchestre italiane nei teatri d'opera di Bucarest, Francoforte sul Meno, Grenoble, Johannesburg, Katowice, Lubiana, Londra, Mannheim, Miami, Parigi, Pretoria e Stoccarda. Tra il 1984 e il 1988 fu direttore principale dell'Orchestra Sinfonica Abruzzese, direttore artistico dell'Orchestra Sinfonica di Lecce (1993-94), l'Orchestra Sinfonica di Montescaglioso in provincia di Matera (1997-2000), e dell'Orchestra Sinfonica di Catanzaro (2003-04). Tra il 1978 e il 1993 insegnò al Conservatorio dell'Aquila. Ha composto musica orchestrale, da camera, vocale e sei opere liriche.
Oltre alla musica classica, ha lavorato anche nell'ambito della musica leggera: nel 1973 diresse l'Orchestra della RCA Italiana nell'LP di Renato Zero No! Mamma, no!, e ha collaborato con numerosi altri cantanti come Claudio Baglioni (Questo piccolo grande amore e Solo), Fabrizio De André (Non al denaro non all'amore né al cielo) e soprattutto con Antonello Venditti, per quattro suoi album (da Lilly a Buona domenica), nonché per il brano L'agente Tuttumpezzo, incluso nella colonna sonora del film Signore e signori, buonanotte. Nel 1978 fu direttore d'orchestra all'Eurovision Song Contest per il brano Questo amore cantato dai Ricchi e Poveri.
In collaborazione con Giuseppe Mazzuca lavorò ad alcune colonne sonore di film e numerose orchestrazioni e arrangiamenti, in particolare la prima versione della ricostruzione del finale incompiuto della Nona Sinfonia di Anton Bruckner, del 1986, in seguito sviluppata con John A. Phillips e Benjamin-Gunnar Cohrs (2011). Di particolare interesse è anche il completamento dell'arrangiamento orchestrale incompiuto dell'Hexaméron di Franz Liszt della Decima Sinfonia di Gustav Mahler, entrambe del 2001, nonché il completamento del terzo movimento (Scherzo) della Sinfonia n. 8 "Incompiuta" di Franz Schubert (1988, revisionato nel 2004). Risiede ad Ailano.

## Composizioni selezionate

### Opere liriche
- 68 A.D. (1994–97)
- Il principe sognatore (1997–99)
- L'eroico Yi Sun Sin (2000)
- Il Castello - L'onore dei Morra (1999–2002)
- L'ultima messa (2004–06)
- Fichi d'India (2011)

### Musica orchestrale
- Suite lirica No. 1
- Racconti Viennesi Caleidoscopio
- Poema Sinfonico Magica notte su carole natalizie italiane (2004)
- Capriccio (Clarinetto e Orchestra)
- Ouverture sinfonica Gaia scienza (Banda)
- Poema sinfonico Ionica (Banda)
- Elegia e Finale (Orchestra d'archi)

### Musica vocale
- Ave Maria (Solisti, Coro e Orchestra)
- Inno a Padre Pio (Coro e Orchestra)
- 99 in memoriam (melologo) (Narratore ed Ensemble da Camera)
- Plenum (Coro e Orchestra da Camera)
- Unheimlich (Coro a cappella)
- Miracolo a Milano (Coro a cappella)

### Musica da camera
- Burlesca (Cembalo)
- Diorama (Quintetto di fiati)
- Divertimento (Quintetto di fiati)
- Hermes (Oboe, 4 Corni, Corno solista, Pianoforte e Contrabbasso)
- Il futuro mancato (Narratore ed Ensemble da Camera)
- Libaeralia (Soprano, Narratore ed Ensemble da Camera)
- Pentalfa 14 (Flauto, Corno alpino e Percussioni)
- Suite Lirica (No. 2), arrangiamento da arie italiane (Ottetto di fiati)

### Arrangiamenti e orchestrazioni
- Anton Bruckner, Nona Sinfonia, Finale, completamento versione esecutiva (con Giuseppe Mazzuca, John A. Phillips e Benjamin-Gunnar Cohrs, 1985–2011)
- Pablo Casals, Inno alle Nazioni Unite, arrangiamento per orchestra (1996)
- Franz Liszt, Hexaméron, completamento arrangiamenti per orchestra (2001)
- Franz Liszt, Sonata in si minore, arrangiamento per orchestra (2007)
- Gustav Mahler, Decima Sinfonia, completamento versione esecutiva (con Giuseppe Mazzuca; prima versione: 2001)
- Franz Schubert, Scherzo (terzo movimento) dalla Sinfonia n. 8 "Incompiuta", completamento versione esecutiva (1988; versione revisionata nel 2004 da Benjamin-Gunnar Cohrs; prima esecuzione: 2004, Sarajevo, Orchestra Sinfonica di Sarajevo, Benjamin-Gunnar Cohrs)

### Colonne sonore
- Il buono, il brutto, il cattivo, regia di Sergio Leone (1966) – flauto solista
- Chi l'ha vista morire?, regia di Aldo Lado (1972) – direzione d'orchestra e voci soliste
- La banda J. & S. - Cronaca criminale del Far West, regia di Sergio Corbucci (1972) – direzione d'orchestra
- L'attentato (L'attentat), regia di Yves Boisset (1972) – direzione d'orchestra
- La cosa buffa, regia di Aldo Lado (1972) – direzione d'orchestra
- Un uomo da rispettare, regia di Michele Lupo (1972) – direzione d'orchestra
- Revolver, regia di Sergio Sollima (1973) – flauto solista
- Un fiocco nero per Deborah, regia di Marcello Andrei (1974) – direzione d'orchestra
- Le affinità elettive, regia di Gianni Amico (1979) – sceneggiato televisivo (con Giuseppe Mazzuca)